# The Wild Sound of New Orleans
| Recensione | Giudizio |
| ---------- | -------- |
| AllMusic   | [ 1 ]    |

The Wild Sound of New Orleans (a volte il titolo dell'album viene riportato come The Wild Sound of New Orleans by Tousan) è il primo album discografico del musicista statunitense Allen Toussaint (l'album è a nome Tousan), pubblicato dalla casa discografica RCA Victor Records nel giugno del 1958.

## Tracce

### LP
Lato A
1. Whirlaway – 2:19 (Allen Toussaint, Alvin Tyler, Cosimo Matassa) – Registrato il 29 gennaio 1958 a New Orleans, Louisiana
2. Up the Creek – 1:48 (Allen Toussaint) – Registrato il 26-27 febbraio 1958 a New Orleans, Louisiana
3. Tim Tam – 1:57 (Allen Toussaint) – Registrato il 26-27 febbraio 1958 a New Orleans, Louisiana
4. Me and You – 2:06 (Allen Toussaint) – Registrato il 26-27 febbraio 1958 a New Orleans, Louisiana
5. Bono – 2:04 (Allen Toussaint) – Registrato il 26-27 febbraio 1958 a New Orleans, Louisiana
6. Java – 1:50 (Allen Toussaint, Alvin Tyler, Marilyn Schack) – Registrato il 26-27 febbraio 1958 a New Orleans, Louisiana

Lato B
1. Happy Times – 2:05 (Allen Toussaint, Alvin Tyler, Cosimo Matassa) – Registrato il 29 gennaio 1958 a New Orleans, Louisiana
2. Wham Tousan – 2:21 (Allen Toussaint) – Registrato il 26-27 febbraio 1958 a New Orleans, Louisiana
3. Nowhere to Go – 1:41 (Allen Toussaint) – Registrato il 26-27 febbraio 1958 a New Orleans, Louisiana
4. Nashua – 2:32 (Allen Toussaint) – Registrato il 26-27 febbraio 1958 a New Orleans, Louisiana
5. Po Boy Walk – 2:32 (Allen Toussaint) – Registrato il 26-27 febbraio 1958 a New Orleans, Louisiana
6. Pelican Parade – 1:41 (Allen Toussaint, Alvin Tyler, Marilyn Schack) – Registrato il 26-27 febbraio 1958 a New Orleans, Louisiana

Pubblicato nel 2011 dalla Doxy Records (DOY651LP)
Lato A
1. Up the Creek – 1:51
2. Tim Tam – 2:01
3. Me and You – 2:09
4. Bono – 2:07
5. Java – 1:55
6. Wham Tousan – 2:24
7. Nowhere to Go – 1:44
8. Nashua – 2:34
9. Po Boy Walk – 2:34
10. Pelican Parade – 1:45
11. You Didn't Know, Did You – 3:55
12. A Lazy Day – 2:20

Lato B
1. Chico – 2:19
2. Back Home Again in Indiana – 2:24
3. Second Liner – 2:32
4. Cow Cow Blues – 2:41
5. Moo Moo – 2:25
6. Sweetie Pie (Twenty Years Later) – 2:48
7. Up Right – 3:05
8. A Blue Mood – 2:35
9. Naomi – 2:14
10. Al's Theme – 1:57
11. Real Churchy – 2:28

## Musicisti
Whirlaway / Happy Times
- Allen Toussaint - piano
- Nat Perrilliat - sassofono tenore
- Red Tyler - sassofono baritono
- Justin Adams (o) Roy Montrell - chitarra
- Frank Fields - basso
- Charles Hungry Williams - batteria
- Danny Kessler - produttore[3]

Up the Creek / Tim Tam / Me and You / Bono / Java / Wham Tousan / Nowhere to Go / Nashua / Po Boy Walk / Pelican Parade
- Allen Toussaint - piano
- Red Tyler - sassofono baritono
- Nat Perrilliat - sassofono tenore
- Lee Allen - sassofono tenore (brani: Tim Tam e Wham Tousan)
- Justin Adams (o) Roy Montrell - chitarra
- Frank Fields - basso
- Charles Hungry Williams - batteria
- Danny Kessler - produttore[4]

Note aggiuntive
- Danny Kessler - produttore
- Registrazioni effettuate il 29 gennaio ed il 26-27 febbraio 1958 al Cosimo Recording Studio di New Orleans, Louisiana
- Cosimo Matassa - ingegnere delle registrazioni